# 究極のベスト! 浅香唯
『究極のベスト! 浅香唯』（きゅうきょくのベスト あさかゆい）は、浅香唯の4枚目のベスト・アルバム。2005年6月22日にワーナーミュージックジャパンよりリリースされた。

## 解説
浅香唯のシングル売上の上位9曲（＝究極）を、リマスタリングで収録。浅香の代表的なヒット曲がほぼ網羅されている。本作に収録されていないオリコン・TOP10入りシングルは「STAR」「瞳にSTORM」「Chance!」「ボーイフレンドをつくろう」の4曲である。

## 収録曲
1. C-Girl
  - 作詞:森雪之丞、作曲:NOBODY、編曲:井上鑑
2. Believe Again
  - 作詞:麻生圭子、作曲:中崎英也、編曲:萩田光男
3. 虹のDreamer
  - 作詞:湯川れい子、作曲:井上大輔、編曲:新川博
4. セシル
  - 作詞:麻生圭子、作曲:NOBODY、編曲:戸塚修
5. Melody
  - 作詞:森雪之丞、作曲:木根尚登、編曲:萩田光男
6. TRUE LOVE
  - 作詞:吉元由美、作曲:井上ヨシマサ、編曲:井上鑑
7. NEVERLAND 〜YAWARA!メインテーマ〜
  - 作詞:麻生圭子、作曲:NOBODY、編曲:井上鑑
8. 恋のロックンロール・サーカス
  - 作詞:売野雅勇、作曲:NOBODY、編曲:井上鑑
9. DREAM POWER
  - 作詞:森浩美、作曲:吉実明宏、編曲:中村哲